# Нико Бесаровић
Нико Бесаровић (Сарајево, 1841 – Сарајево, 1887) био је српски приповједач. Први штампани рад, народна приповијетка "Бабино опијело и сто и један гријех", објављен је у Босанској вили (1886). Затим долазе "црте из босанског живота", "Мула Мехо" и "Ариф, велики везир" (1887) и "Џенетска хурија" (1888). Потом је оригиналне радове, на првом мијесту приповијетке, објављивао у Босанској вили. Бесаровић је био велики добротвор српског културног друштва "Просвјета" у Сарајеву.

## Биографија
Нико Бесаровић рођен је у трговачкој породици од оца Хаџи Пера, које је био угледни трговац, и мајке која је доживјела дубоку старост и која је била позната као умна и отресита жена. Основну школу учио у Сарајеву. Научио је турски и био у служби под Турцима. Послије аустоугарске окупације БиХ радио као порески службеник. Књижевни рад почео сакупљањем народних умотворина, затим писао оригиналне приповијетке, с моного елемената народне приповиједачке вјештине. Збирка његових приповједака, које је објављено у "Босанској вили" (1886-87), објавњена је постхумно. Имао је два сина, од којих се Перо бавио књижевним радом и умро као студент филозофије, и Константин, који такође није дуго живио. Међу именима легатора друштва "Просвјета" налазе се и имена Нике Бесаровића и његових синова, који су кућу и земљиште на којем се данас налази Просветин дом у Сарајеву завештали "Просвјети".

## О Бесаровићевим приповијеткама
Приповијетке су му писане са много оријенталног колорита, обичним народним језиком, с много заплета и фантазија и с примјесама народног сујеверја; у њему се јасно препознаје утицај усменог народног стваралаштва. тематски су везане за сарајевски муслимански свијет, занатлије и сиротињу која сања о бољем животу.
У приповиједању Нике Бесатовића, које углавном почива на реалној основи, на неком догађају, има наивности народних приповједака, која се огледа нарочито у склопу фабуле. Зависност од народне приповијетке и народне пјесме, јединих књижевних узора Бесаровићевих, види се и у свим композиционим појединостима његових приповијетки. У описима миљеа има топлих лирских акцената сарајевске севдалинке и слика радосних и живих. Наратив му је ишаранан намјерним интерполацијама које говоре о фантастичном надорном сујеверју, које индиректно карактерише духовни ниво јунака Бесаровићевих приповијетки, обиљежава њихову психологију, а тим оправдава и њихове поступке. Најзначајнија, највећа и најбоље компонована приповијетка Нике Бесаровића јесте "Џенетска хурија", објављена послије пишчеве смрти. Лирски интонирана, с мотом из народне пјесме, приповијетка има много лијепих књижевних мијеста. Нико Бесаровић, епилог народне приповијетке, који је писао у доба када су реалистичка схватања тек почела да јаче продиру у наше књижевне центре, у Сарајеву, гдје је књижевност представљала још претежно фолклористичка "Босанска вила", није могао ни да схвати да приповијетка може да буде нешто друго него причање. То своје причање он је настојао да зачини свјесним одступањем од реалности и фолклористичким дигресијама. У оквиру стварности остала је једино приповијетка "Мула Мехо", у којој има не само реалних описа него и истинитих догађаја из хронике сарајевске чаршије. Језичко и фразеолошко богатство Бесаровићевих приповиједака јасно обиљежава њихову локалну боју, али и представља једну њихову вриједност која није изван књижевности, и која из области филологије прелази у област поезије. У Бесаровићевим реченицама, верно пренесеним из сарајевског говорног језика, има и поетских метафора и сажето казане народне мудрости која карактерише једну за језичке вриједности необично осетљиву средину. Колорит сарајевског говора, који је Бесаровић прву уњео у нашу приповијетку, биће доцније сведен на праву мјеру и умјетнички боље искориштен.
Нико Бесаровић је приповиједач који је, послије првог романтичарског покушаја Луке Ботића, да да сарајевску приповијетку, унео извјесне реалистичке елементе у сликању једне средине, увијек прекривене велом егзотике испод кога се није видјело њено право лице. Приказујући сарајевски муслимански миље, Бесаровић је завирио и у авлије осиромашених и у интимни живот радног свијета, удовица које се хране својим рукама и рукама своје дијеце, занатлија и сиротиње која сања о бољем и лаком животу. Зато у развоју нашег приповиједачког регионализма, Нико Бесаровић има своје скромно мјесто које му књежевна историја треба признати.